# DR-Baureihe 98.60–61
In die Baureihe 98.60–61 reihte die Deutsche Reichsbahn Tenderlokomotiven verstaatlichter Eisenbahnen mit der Achsfolge B sowie Malletlokomotiven mit der Achsfolge B’B und einem Dienstgewicht von 18,5 Tonnen (Lenz-Typ c) bis 43 Tonnen (Jung Typ Bachstein) ein. Die technischen Daten einiger Lokomotiven sind nicht eindeutig geklärt (98 6010). 

## Übersicht
| DR-Betriebsnummer | urspr. Herkunft                                       | Bemerkung                                 | Anzahl ursprünglich |
| ----------------- | ----------------------------------------------------- | ----------------------------------------- | ------------------- |
| 98 6001–6002      | Franzburger Südbahn                                   | Hersteller Lenz & Co.                     | 2                   |
| 98 6003           | Verkehrsbetriebe Bachstein u. a.                      | Hersteller Hanomag                        | 1                   |
| 98 6004           | Randower Kleinbahn u. a.                              | Hersteller unbekannt                      | 1                   |
| 98 6005 und 6008  | Kleinbahn Neuhaus-Brahlsdorf                          | ursprünglich Preußische T 1               | 2                   |
| 98 6006–6007      | Kleinbahn Wegenstedt-Calvörde                         | Hersteller Borsig                         | 2                   |
| 98 6009           | Oberweißbacher Bergbahn                               | Hersteller Smoschewer                     | 1                   |
| 98 6010           | Boizenburger Stadt- und Hafenbahn                     | Hersteller O&K                            | 1                   |
| 98 6051           | Verkehrsbetriebe Bachstein u. a.                      | Hersteller Jung, Mallet-Verbundlokomotive | 1                   |
| 98 6101–6102      | Kleinbahn Könnern-Rothenburg, Langensalzaer Kleinbahn | Hersteller Henschel                       | 2                   |
| 98 6151–6153      | Verkehrsbetriebe Bachstein u. a.                      | Hersteller Jung, Mallet-Verbundlokomotive | 3                   |